# Dudensen
Die Ortschaft Dudensen (niederdeutsch Duensen) ist ein Stadtteil von Neustadt am Rübenberge in der Region Hannover (Niedersachsen).

## Geographie

### Geographische Lage
Dudensen liegt ca. 12 km nördlich der Kernstadt Neustadts. Westlich der Ortslage befindet sich am Westrand der Dudenser Moorsenke die Quelle der Alpe.

### Ortsgliederung
Der Ort gehört zusammen mit Nöpke, Borstel und Hagen zum Mühlenfelder Land.

### Nachbarorte
Nachbarorte an der Windrose:
| Wenden  | Wendenborstel Klein Varlingen               | Bevensen  |
| Nöpke   | Kompassrose, die auf Nachbargemeinden zeigt | Büren     |
| Borstel | Hagen                                       | Mariensee |

## Geschichte
In der Gemarkung Dudensen liegen die Wüstungen Holinbeke und Sesenhusen. Beide werden jeweils in einer Schenkungsurkunde genannt, erstere aus dem Jahr 1033, die zweite von 1186. Beide Wüstungen finden sich mit Seenser Feld und Hollenheide noch in heutigen Gemarkungsbezeichnungen wieder.
Tanja Weiß geht in ihrer Arbeit über die Ortsnamen in Neustadt am Rübenberge auf zwei verschiedene Ortsnamen ein. Bereits 1128 gibt es ein urkundlich verzeichnetes Duotdenhusen. In einer Urkunde aus dem Jahr 1228 erscheint schließlich der Name Dudenhusen. Daneben gibt es zwei weitere Sekundärquellen die das Jahr 1228 als Zeitpunkt der ersten urkundlichen Erwähnung des Ortes Dudensen unter dem Namen Dudenhusen angeben. Zwei andere Quellen geben für die erste urkundliche Erwähnung allerdings das Jahr 1261 an. Dagegen spricht aber der Eintrag im Hoyer Lehnsregister um das Jahr 1250, dass Graf Heinrich von Hoya in Dudenhusen zwei Hufen als Besitz habe. Noch im Jahr 1859 wird der Ort offiziell als Duensen aufgeführt, so wie es heute noch im Sprachgebrauch vorkommt.

### Vorgeschichte
Dudensen und seine Umgebung ist durch bedeutende vorgeschichtliche Zeugnisse bekannt. Wenige Kilometer entfernt in der Gemarkung Stöckse findet man die Reste eines Großsteingrabs und deutlich sichtbare Hügelgräber. Das Übergangsgebiet zwischen Moor und Geest wurde schon früh von jungsteinzeitlichen Rentierjägern durchzogen. Sie schlugen im Schatten des Giebichensteins (heutige Gemeinde Stöckse, Landkreis Nienburg) schon vor mehr als 10.000 Jahren ein Lager auf. Ein inzwischen durch Sandabbau verschwundenes Hünengrab auf dem „Dicken Hoop“ ist in der Zeit von 3500 bis 2000 v. Chr. entstanden. Aus dieser Zeit stammt auch ein Beil aus Felsgestein, das man im nahen Wenden gefunden hat. Ein Bronzebeil, das man in der Gemarkung „Am Krähenberg“ gefunden hat, stammt aus der Zeit von 2000 bis 1800 v. Chr. Auch ein Hünenfriedhof der jüngeren Bronzezeit (ca. 1000 v. Chr.) mit bronzenem Rasiermesser als Grabbeigabe wurde auf dem Sandhügel westlich der Landesstraße 192 (L 192) zwischen Dudensen und Bevensen gefunden. Beide Fundstücke gingen im Zweiten Weltkrieg verloren.
Eine frühere Besiedlung aus der frühen Eisenzeit lässt sich nicht ausschließen, denn es wurden mehrere Urnen, sowie eine Grabhügelgruppe gefunden.

### Mittelalter
Im frühen Mittelalter gehörte das Gebiet der heutigen Gemeinde Dudensen zu dieser Zeit zum Loingau und damit zum Siedlungsgebiet der Sachsen. Zwischen 600 und 800 entstanden im Neustädter Land die ersten Siedlungen. Während des Krieges zwischen Franken und Sachsen 772 bis 805 und verstärkt nach dem Blutgericht von Verden 782 entstanden Dörfer durch Zwangsumsiedlungen. Der Reichstag zu Aachen fasste 797 den Beschluss umfangreiche Deportationen durchzuführen und Franken in Sachsen anzusiedeln. Vermutlich ist in dieser Zeit auch Dudensen entstanden.
Aus einer undatierten Urkunde um das Jahr 1260 geht jedenfalls die Existenz einer Villikation Dudenhusen des Bistums Minden hervor. Dieser Haupthof besaß in Dudensen sieben Hufen, 19 weitere Hufen gab es in 14 umliegenden Dörfern, wozu auch entferntere, wie Mardorf, Norddrebber und Hornbostel, zählen. Damit kann dieser Hof mit seinen über 200 ha als umfassendes Gut angesehen werden. Einen weiteren Grund für die Gründung in Dudensen sieht Ehlich darin, dass hier bereits ein Haupthof der Familie von Mandelsloh bestand. Dass es zwei Haupthöfe in Dudensen gab, belegen die Verzeichnisse der Selworte einerseits von 1482, in dem der Hof des Koberg zu Dudensen und der Meierhof Dudensen genannt werden und andererseits von 1540, in dem der Eickhof zu Dudensen, der den von Mandelso Koeborg gehöre und den Meyerhoff zu Dudensen, der dem Capitel zu Minden gehöre, aufgeführt werden. Zum Haupthof des Domstifts in Dudensen gehörten im 13. Jahrhundert 25 Hufen und zwei Kotten. Damit waren Ortschaften von Bockhorn (nördlich von Schwarmstedt) bis Mardorf am Steinhuder Meer von Dudensen abhängig. Der Haupthof des Mindener Domstifts hatte sich zunächst in Nienburg befunden. Jedoch ist weder im Güterverzeichnis von ca. 1263 noch im Bericht von 1540 aus Hagen von diesem Mindener Haupthof zu Nienburg die Rede. Als einzige Selwort des Doms wird in den genannten Schriftstellen der Hof zu Dudensen erwähnt. In jener Zeit ließen sich auch Angehörige des niederen Adels nieder, z. B. Ritter Segehard von Dudensen, der das Mindener Gut zum Lehen hatte.
Laut Ehlich ist die Abwanderung vor 1263 ebenso belegt wie das Ereignis, das als Ursache maßgeblich war, nämlich die großzügige Schenkung der Edelfrau Mathilde von Ricklingen, die um das Jahr 1185 einen umfangreichen Landbesitz von etwa 190 Hufen (5700 Morgen) an die Kirche brachte. Zu beachten ist, dass in der Dudenser Gemarkung mehrere Flurnamen (Seenser Feld, Seenser Mühle, Seenser Grund) den Platz bezeichnen, den früher einmal die Siedlung „Sesenhusen“ eingenommen hatte. Die Bewohner haben sich später in dem Ortsteil „In den Meyerhöfen“ niedergelassen. Dudensen war in der folgenden Zeit lange Streitobjekt zwischen dem Stift Minden, dem Amt Wölpe und den Mandelsloher (Raub-)Rittern. So ist der Kern der Sage, dass Dudensen von Drakenburger Rittern angezündet wurde, während die Dudenser Ritter in Drakenburg zu Gast waren.

### Neuzeit
Von 1519 bis 1523 tobte die Hildesheimer Stiftsfehde zwischen dem Stift Hildesheim und den Calenbergern, den Erben des Amtes Wölpe. Das Heer des Herzogs Heinrich von Braunschweig zog plündernd über das Mühlenfelder Land nach Wölpe. Kaum 30 Jahre später erfasste auch der Schmalkaldische Krieg diese Territorien. Vor der Schlacht bei Drakenburg zogen die Truppen der Protestanten plündernd durch die Lande des Herzogs Erich II. von Calenberg und lagerten am 22. Mai 1542 in Rodewald. Sie versorgten sich aus den umliegenden Dörfern. Im Dreißigjährigen Krieg wurde bei den Belagerungen von Nienburg das Umland durch Tillys Truppen verwüstet.
Für das Jahr 1588 ist bereits die Existenz einer Pfarrkirche belegt und es findet sich erstmals der Name Duensen, der auch heute noch im Sprachgebrauch zu finden ist. In der gleichen Quelle wird Duensen als eins der fünfzehn zum Mandelsloher Gogericht zugehörigen Dörfer genannt. Für das Jahr 1584 werden für „Duensen im Dorfe“ vier Meierhöfe und 19 Kötner angegeben, für „Duensen in den Meyerhöfen“ sind es drei Meier und sechs Brinksitzer. Im Jahr 1777 wird Duensen, im Dorfe als Pfarrdorf mit 20 Haushalten und Duensen, in den Meierhöfen mit 10 Haushalten angegeben, im Jahr 1791 sind es 21 und 13 und für 1811 sind es 31 und 14. 1818 werden für Dudensen 149 Einwohner in 31 Häusern genannt, was lediglich für den Teil Duensen, im Dorfe gelten wird. Für das Jahr 1848 werden für die beiden Dorfteile 69 Wohngebäude verzeichnet, sowie die Existenz einer Schule. Für das Jahr 1871 sind es 55, darunter 38 „Im Dorfe“, auf die sich 88 Familien und fünf Einzelhaushalte aufteilten.
Dass es in umliegenden Dörfern noch in der Mitte des 19. Jahrhunderts von Dudensen abhängige Höfe gegeben hat, belegt die Zahlung von 262 Reichstalern, die die Nöpker Vollmeierhöfe Nr. 7 und 8 im Jahr 1860 als einmalige Ablösesumme für den bis dahin jährlich fälligen Hofzins von jeweils acht Himten (ein Himpten entsprach etwa 30 Liter bzw. einem halben Scheffel) Roggen an den Dudenser Pastor aufbrachten. Das Vorwerk Dudensen, das inzwischen unter der Verwaltung der Klosterkammer Hannover stand, wurde als letztes der beiden Haupthöfe im Herbst 1877 durch Aufteilung und parzellenweiser Versteigerung aufgelöst. Einige der Fachwerkgebäude sind bis heute erhalten, allerdings durch Um- und Ergänzungsbauten nicht mehr als eine Hofstelle zu erkennen. Der diesen Hof durchschneidende Weg erinnert mit der Straßenbezeichnung Edelhofweg noch daran.
Im Jahr 1871 waren unter den 476 Einwohnern 333 gebürtig aus Dudensen, ein Viertel der Einwohner war dabei unter 10 Jahre alt.
Am 1. März 1974 wurde Dudensen in die Stadt Neustadt am Rübenberge eingegliedert.
Die vier Dörfer Borstel, Dudensen, Hagen und Nöpke sind am 30. Juni 2009 ausgewählt worden um gemeinsam am Dorferneuerungsprogramm teilzunehmen. Um die Gemeinsamkeit der vier Dörfer im Namen zu bestärken wurde die Ortschaft 2011 von Hagen in Mühlenfelder Land umbenannt.
Nach einem anfänglichen städtischen Wettbewerb, den Dudensen 2013 gewann, punktete das Dorf 2014 ebenso bei dem Regionswettbewerb Unser Dorf hat Zukunft und qualifizierte sich im September 2015 als einer der drei Landessieger für den Bundeswettbewerb.

### Einwohnerentwicklung
| Jahr | Einwohner | Quelle |
| ---- | --------- | ------ |
| 1689 | 148       | [ 35 ] |
| 1768 | 253       | [ 35 ] |
| 1811 | 219       | [ 21 ] |
| 1823 | 382       | [ 36 ] |
| 1848 | 427       | [ 23 ] |
| 1852 | 438       | [ 37 ] |
| 1867 | 490       | [ 25 ] |
| 1871 | 476       | [ 25 ] |
| 1895 | 456       | [ 7 ]  |
| 1910 | 464       | [ 38 ] |
| 1925 | 477       | [ 39 ] |
| 1933 | 460       | [ 39 ] |
| 1939 | 424       | [ 39 ] |

| Jahr | Einwohner | Quelle        |
| ---- | --------- | ------------- |
| 1950 | 839       | [ 40 ] [ 41 ] |
| 1953 | 704       | [ 42 ]        |
| 1956 | 612       | [ 41 ]        |
| 1957 | 605       | [ 7 ]         |
| 1961 | 518       | [ 29 ] [ 43 ] |
| 1970 | 480       | [ 44 ]        |
| 1972 | 472       | [ 45 ]        |
| 1975 | 463       | [ 46 ]        |
| 1981 | 498       | [ 46 ]        |
| 1991 | 533       | [ 46 ]        |
| 1995 | 534       | [ 46 ]        |
| 2000 | 589       | [ 46 ]        |
| 2002 | 598       | [ 46 ]        |

| Jahr | Einwohner | Quelle |
| ---- | --------- | ------ |
| 2005 | 605       | ¹      |
| 2011 | 579       | ¹      |
| 2012 | 555       | ¹      |
| 2014 | 544       | [ 33 ] |
| 2016 | 553       | [ 1 ]  |
| 2018 | 540       | [ 47 ] |
| 2020 | 526       | [ 48 ] |
| 2022 | 520       | [ 49 ] |
| 2023 | 521       | [ 50 ] |
| 2024 | 524       | [ 2 ]  |
| 2025 | 536       | [ 51 ] |

Für die Jahre 1689 bis 1823 sind die Einwohnerzahlen der beiden Dorfteile zusammengefasst.
Im Jahr 1823 werden für Duensen im Dorfe 35 und den Teil In den Meyerhöfen 17 Haushalte angegeben, in anderer Quelle im Jahr 1824 sind es 32 und 14.
Für die starke Bevölkerungszunahme in der zweiten Hälfte des 18. Jahrhunderts wird die erfolgreiche Moorkolonisation als Grund angenommen. Im Jahr 1933 war Dudensen – der heute bevölkerungsärmste – der größte Ort des Mühlenfelder Landes. Die bedeutsam hohe Bevölkerungszahl für das Jahr 1950 beruht auf der Aufnahme von Flüchtlingen nach Ende des Zweiten Weltkrieges, denn der Landkreis Neustadt mit 56.038 Einwohnern am 1. Juni 1945 wuchs dadurch zum 1. Mai 1947 auf 73.187 an. Für 1961 werden 155 Haushalte in 100 Wohngebäuden genannt, 1971 sind es nur noch 131 Haushalte.

## Religion
Während seit dem Mittelalter in Dudensen eine Kirche steht, war der Ortsteil In den Meyerhöfen in das Kirchspiel Mandelsloh eingemeindet. Während des Dreißigjährigen Krieges wurde wegen der Unsicherheit des Weges den Bewohnern im Jahr 1636 seitens der Superintendentur der Besuch der Dudenser Kirche gestattet. Nach Widerspruch aus Mandelsloh und Eingabe von vier Bewohnern des Teils In den Meyerhöfen, wurde den Bewohnern am 19. März 1641 durch das fürstliche Konsistorium zugestanden weiterhin die Dudenser Kirche besuchen zu dürfen. Gegenüber Mandelsloh sollten sie aber weiterhin abgabenpflichtig sein. In einem Dekret vom 17. Mai 1811 wurde der Ortsteil schließlich nach Dudensen eingemeindet. Im Jahr 1824 wird Dudensen als Pfarrdorf aufgelistet, d. h. im Ort hatte ein Pastor seinen Sitz. Im Jahr 1871 waren von den 476 Einwohnern 475 evangelisch und einer katholisch.
Bis ins 20. Jh. gehörte Büren zur Kirchengemeinde Dudensen.

## Politik

### Ortsrat
Durch die Gebietsreform im Jahre 1974 wurde Dudensen ein Stadtteil von Neustadt a. Rbge. und bildet seitdem mit Borstel, Hagen und Nöpke eine Ortschaft, die durch einen Ortsrat vertreten wird. Der Ortschaftsname lautet seit November 2011 Mühlenfelder Land. Der Ortsrat setzt sich aus einer Ratsfrau und zehn Ratsherren zusammen. Im Ortsrat befinden sich zusätzlich 17 beratende Mitglieder.
Sitzverteilung
| Kommunalwahl       | SPD | CDU | UWG-NRÜ | Gesamt   |
| ------------------ | --- | --- | ------- | -------- |
| 12. September 2021 | 5   | 5   | 1       | 11 Sitze |
| 11. September 2016 | 5   | 5   | 1       | 11 Sitze |
| 11. September 2011 | 7   | 4   | –       | 11 Sitze |
| 10. September 2006 | 5   | 4   | –       | 09 Sitze |

### Ortsbürgermeister
Der Ortsbürgermeister ist seit 2016 Heinz-Günter Jaster (SPD). Sein Stellvertreter ist Norbert Schiller (CDU).
Der Vorgänger vom jetzigen Ortsbürgermeister war von 2006 bis 2016 Günther Falldorf (SPD).

## Kultur und Sehenswürdigkeiten

### Bauwerke
Zu den Sehenswürdigkeiten zählt die unter Denkmalschutz stehende Bockwindmühle, die vom örtlichen Mühlenverein unterhalten wird. In unregelmäßigen Abständen findet auf der Bockwindmühle Mahlbetrieb (Mehl und Schrot) statt. Die Bockwindmühle gehört zu den wenigen voll funktionsfähigen und in, wenn auch nicht mehr kommerziellem, Betrieb befindlichen Bockwindmühlen in Niedersachsen.
Im Ort gibt es eine kleine Feldsteinkirche, die mit dem Kirchhof unter Denkmalschutz steht. Die Kirche stammt vermutlich aus der Mitte des 14. Jahrhunderts, wurde aber durch wiederholte Um- und Anbauten verändert. In der Kirche befindet sich eine barocke Kirchenorgel von Johann Andreas Zuberbier aus dem Jahr 1754, die für das Kloster Mariensee gebaut wurde und 1870 nach Dudensen kam.
Sechs Wohnwirtschaftsgebäude (Dudenser Straße 17, 20, 20A, Streitfeldstraße 5, Wehmeweg 2, sowie Speckenwiesen 9 als Ensemble mit der Bockwindmühle) stehen unter Denkmalschutz, ebenso das ehemalige Gemeindehaus (Dudenser Straße 45), der Speicher (Dudenser Straße 9), das Ehrenmal und die gesamte Hofstelle Kuhlackerweg 5 mit allen Nebengebäuden.

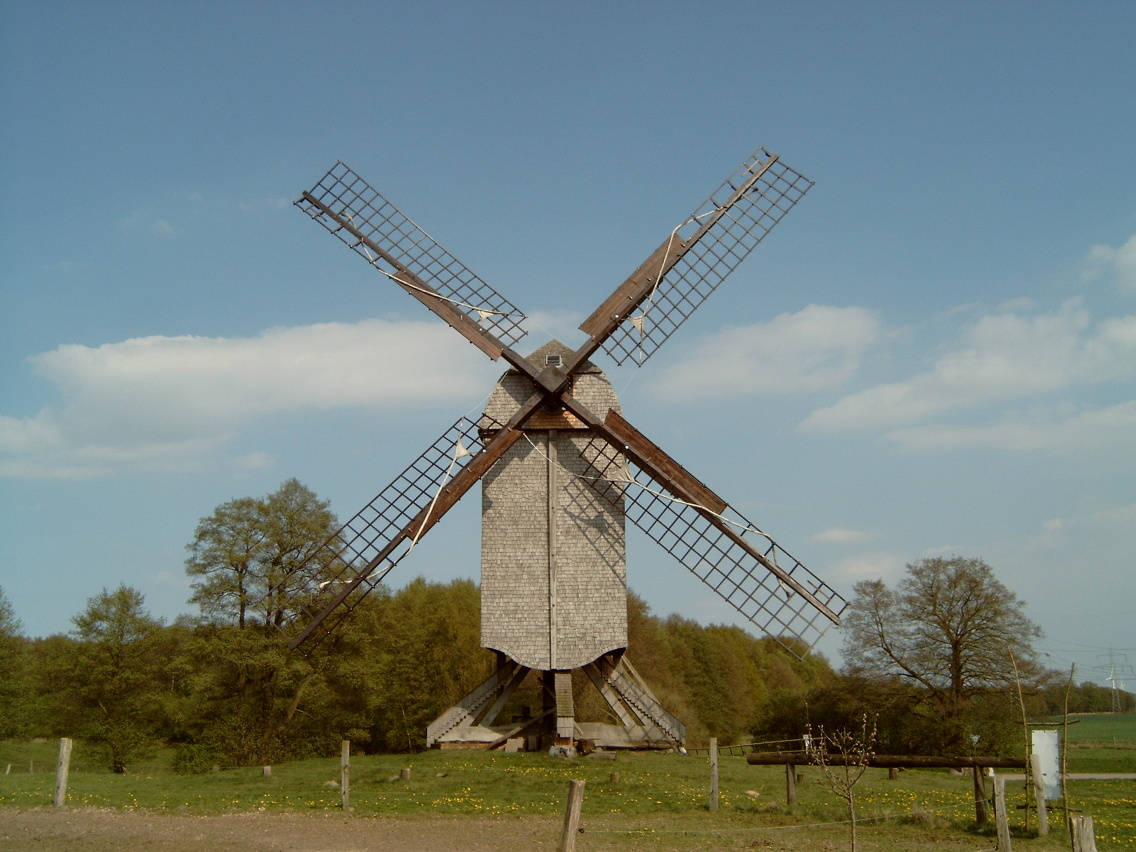
Bockwindmühle
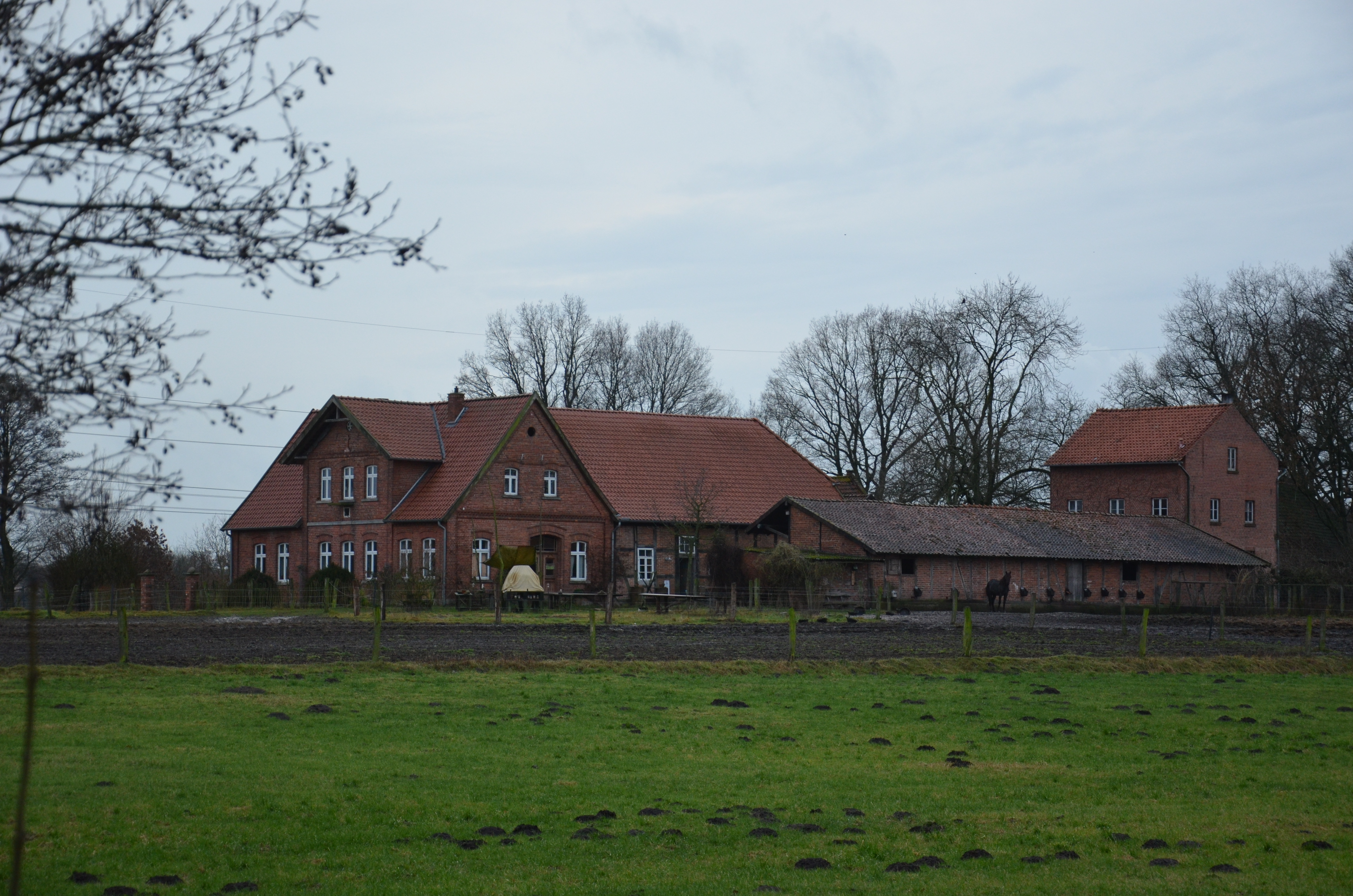
Mühlenhof

### Baudenkmale
Siehe: Liste der Baudenkmale in Dudensen

### Grünflächen und Naherholung
Mit der amtlichen Bekanntmachung vom 9. Januar 2012 wurde die Zusammenlegung und Erweiterung der Landschaftsschutzgebiete Dudenser Moor (LSG-H 6 mit 950 ha) und Bürener Wald (LSG-H 3 mit 800 ha) zum Landschaftsschutzgebiet Dudenser Moorgest (LSG-H 6) angekündigt. Dieses Schutzgebiet umschließt Dudensen fast vollständig.

## Wirtschaft und Infrastruktur
Mit acht landwirtschaftlichen Betrieben und zehn Nebenerwerbs-Bauern ist der Ort, der 2014 noch insgesamt 20 Gewerbebetriebe und 90 Arbeitsplätze aufwies, noch landwirtschaftlich geprägt. Die meisten Einwohner arbeiten jedoch in Neustadt oder Hannover.
Am 5. Mai 2009 wurde vom Landesamt für Bergbau, Energie und Geologie der Firma ExxonMobil die Genehmigung erteilt in der Dudenser Gemarkung unter dem Namen Nöpke 2 eine Probebohrung zur Erdgasgewinnung mittels des umstrittenen Verfahrens des Hydraulic Fracturing durchzuführen.  Da die Bohrstelle im Trinkwasserschutzgebiet liegt, befürchten Anwohner sowie die Leitung des Wasserverbandes Garbsen-Neustadt weitreichende Gefahren für die Umwelt. Eine Interessengemeinschaft gegen Fracking ist im September 2011 unter dem Namen IG Neustadt am Rübenberge gegen Fracking gegründet worden. Im November 2017 wurde bekannt, dass die Probebohrungsstelle aufgegeben werde. Sie wurde schließlich Anfang 2018 deinstalliert.

## Persönlichkeiten

### Söhne und Töchter des Ortes
- Albert Beermann (1892–1957), Verwaltungsbeamter und Abgeordneter des Provinziallandtages der Provinz Hessen-Nassau
- Wilhelm Hasselbring (* 1964), Informatiker, Softwareentwickler und Hochschullehrer

Personen, die mit dem Ort in Verbindung stehen
- Johann Friedrich Ludwig Erichs (vor 1803–1817 oder später), Pastor in Dudensen
- Jörg Bente (* 1958), Orgelbaumeister, er restaurierte 2011 die Orgel der örtlichen Ev.-luth. St.-Ursula-Kirche
- Jens Krause (* 1959), Musikproduzent, betrieb von 2011 bis 2016 das Capitano-Studio in Dudensen